# Konsulat Generalny Rzeczypospolitej Polskiej w Doniecku
Konsulat Generalny Rzeczypospolitej Polskiej w Doniecku (ukr. Генеральне Консульство Республіки Польща у Донецьку) – polska placówka konsularna na Ukrainie, istniejąca w latach 2012–2015.

## Historia Konsulatu
Konsulat utworzono w 2012. W fazie rozruchu od lata 2013, po raz pierwszy podniesiono  flagę państwową na siedzibie Konsulatu Generalnego RP w Doniecku   28 kwietnia 2014.    Okręg konsularny obejmował terytorium obwodów: donieckiego, ługańskiego i zaporoskiego. Jednak w związku z wybuchem wojny w Donbasie, już po dwóch latach, 12 czerwca 2014 praca Konsulatu została zawieszona, a 27 lutego 2015 Konsulat został zamknięty. Wcześniej, „w związku z rosyjską agresją na Krym”, zamknięto także Konsulat Generalny w Sewastopolu.
Jedynym kierownikiem placówki był Konsul Generalny Jakub Wołąsiewicz.